# Christian August Saský

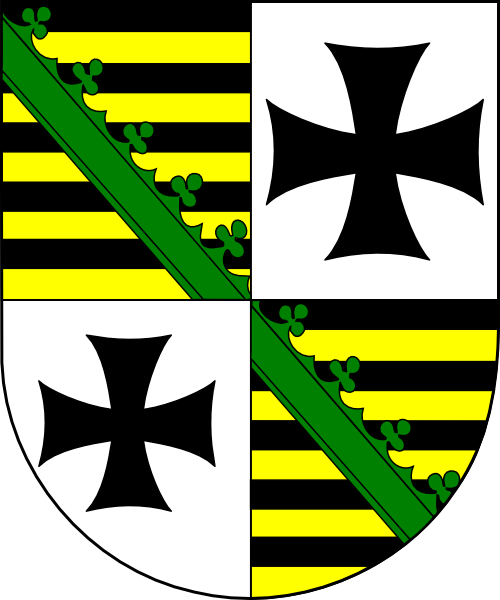
Osobní znak kardinála Kristiána Augusta

Kristián August Saský (německy Christian August von Sachsen-Zeitz, 9. říjen 1666, zámek Moritzburg – 23. srpen 1725, Řezno) byl saský kníže, uherský primas-kardinál (od roku 1707) a ostřihomský arcibiskup.

## Život a kariéra
Pocházel z protestantské rodiny sasko-zeitského knížete Mořice, který byl příslušníkem boční královské linie Wettinů, a jeho druhé manželky Doroty Marie Sasko-Výmarské. Zprvu si vybral vojenskou kariéru a vstoupil do řádu německých rytířů. Již jako dvacetiletý se zúčastnil protitureckých válek (mimo jiné se podílel na osvobození Budína).
Jeho další životní dráha začala přestoupením na katolickou víru a vzápětí nato se stal knězem. Pak už jeho církevní kariéra rychle pokračovala. V roce 1695 se přestěhoval do Uher a stal se rábským biskupem a o jedenáct let později (17. května 1706) jej papež Klement XI. jmenoval kardinálem a arcibiskupem v Ostřihomi (úřadu se ujal 20. ledna následujícího roku). Byl jediným cizincem, který se stal ostřihomským arcibiskupem.
V roce 1714 dosáhl hodnosti německého říšského knížete. Poslední roky života prožil s podlomeným zdravím v klášteře pavlánů v Mariance. Zemřel v Řezně na konce srpna roku 1725 v době konání říšského sněmu, kterého se osobně účastnil.
Kristián August Saský byl pohřben v kryptě katedrály svatého Martina. Jeho osobnost připomínala náhrobní deska v dómu, kterou mu dala zhotovit jeho rodina ještě v roce úmrtí. Náhrobek vyhotovil vídeňský sochař Adolf Konrad von Albrecht podle návrhu známého architekta Josefa Emanuela Fischera z Erlachu. Náhrobek se však nedochoval, protože padl za oběť Heillerově regotizaci dómu v druhé polovině 19. století. Náhrobek byl tehdy rozebrán a střední část – reliéf s portrétem arcibiskupa – přenesena do kostela klarisek, dnes je však i tento reliéf nezvěstný.

## Kristián August a Bratislava
K jeho velkým zásluhám během působení ve funkci ostřihomského arcibiskupa patří aktivní účast na potlačování morové epidemie, která vypukla v Uhersku na konci roku 1712. Na památku potlačení morové nákazy postavili v roce 1713 na Rybném náměstí v Bratislavě morový sloup, na kterém je arcibiskupovo jméno zvěčněno (mimo jiné sám přispěl na jeho postavení).
22. května 1712 korunoval v Prešpurském dómu svatého Martina uherského krále Karla III. a o dva roky později, 18. října 1714, uherskou královnou také jeho manželku Alžbětu Kristýnu.